# Zlato steklo
Zlato steklo ali steklo z zlato folijo je luksuzna oblika stekla, kjer se dekorativni dizajn v zlatih listih zliva med dve plasti stekla. Najprej najdeno v helenistični Grčiji, in je še posebej značilno za rimsko steklo poznega cesarstva v 3. in 4. stoletju našega štetja, kjer so zlato okrašene okrogle skodelice in druge posode pogosto izrezali iz kosov, ki so prvotno krasili in bili cementirani v stene rimskih katakomb, kot grobne oznake za majhne vdolbine, kjer so bila pokopana trupla. Pridobljenih je bilo približno 500 kosov zlata, uporabljenega na ta način.   Celotne posode so veliko redkejše. Mnoge prikazujejo verske podobe iz krščanstva, tradicionalne grško-rimske religije in njenih različnih kulturnih dogodkov, v nekaj primerih pa tudi judovstvo. Druge prikazujejo portrete svojih lastnikov, najboljše pa so »med najbolj živahnimi portreti ohranjeni iz zgodnjekrščanskega obdobja. Gledajo nas z izjemno ostro in melanholično intenzivnostjo« . Od 1. stoletja našega štetja se je tehnika uporabljala tudi za zlato barvo v mozaikih.
Kot zlato steklo včasih opisujejo različne tehnike. Zwischengoldglas je zelo podobna, vendar sta dve plasti stekla cementirani, ne staljeni. Večinoma prihaja iz Nemčije in Češke iz 18. in 19. stoletja. Verre églomisé praviloma pokriva eno plast stekla, ki je pozlačena (ali prevlečena z drugimi vrstami kovinskih listov) na hrbtni strani, kot se je uporabljala v 19. stoletju. En proces je oživil Jean-Baptise Glomy (1711–1786), od koder je tudi nastalo ime. Oba procesa sta bila uporabljena tudi v starih časih, nemški in francoski jezik pa pogosto uporabljata domače izraze za tisto, kar se v angleščini imenuje "zlato steklo". Zlato rubinasto steklo ali "brusnično steklo" je pravzaprav rdeče barve z dodatkom oksida zlata . Zlato-pasovno steklo je še ena starodavna tehnika, opisana v nadaljevanju.

## Tehnika
Proizvodni proces za zlato steklo je bil težaven in je zahteval veliko spretnosti. Za pozno rimsko steklo je bil najprej majhen okrogel ploski disk, običajno okrog tri do pet centimetrov premera, odrezan od napihane krogle stekla s sploščenim dnom, bodisi iz barvnega ali navadnega stekla. Nato je bil na to nalepljen košček zlatih listov z arabsko gumo. Podoba je bila ustvarjena s strganjem zlatih listov. Glavno posodo, čašo ali skledo so oblikovali s pihanjem in rezanjem, z ravnim dnom enake velikosti kot prvi disk. Nato se je ponovno segrevalo in previdno spuščalo na ploščo z zasnovo, tako da je plosko dno z diskom prekrivalo tako, da so se združili. Celotna posoda je bila nato končno ogreta, da so jo zaključili. Različni zapisi različnih obdobij se nekoliko razlikujejo glede natančnega zaporedja faz in drugih podrobnosti, vendar je postopek v bistvu enak .
Večje helenistične steklene sklede naj bi bile oblikovane z uporabo kalupov in ne pihane, saj je celotna skleda podvojena in notranja in zunanja posoda morata biti natančno združeni . Zdi se, da so nekateri od lepših kasnejših medaljonov že od začetka narejeni kot taki, nekateri pa vsebujejo tudi druge pigmente, razen zlata. Ti bolj gladki medaljoni so izkoristili steklo kot matrico za portretne miniature, kar se je izkazalo za zelo učinkovito, ko je preživelo vse alternative, razen dragocenih kovin in graviranih gem. Najverjetneje so bili sprva narejeni tako, da so bili obešeni za razstavljanje ali pa kot nakit v manjših primerih, kot je bil Gennadios, vendar so bili uporabljeni tudi za pogrebne namene in pogosto uporabljajo osnovo modrega stekla. To je nekaj rimskih primerov posod iz Kölna različnih slogov, kjer je nekaj takih, ki so jih imenovali "bočne kapljice", majhni zlati stekleni medaljoni premera 2–3 cm, s slikami, združeni v stene posode. 
Poleg rondelov s figurativnimi slikami je bila uporabljena tudi tehnika sendvič taljenja za izdelavo kock – teser - za zlato v mozaikih, za kroglice in podobno. Zlate steklene tesere, vsaj v bizantinskih časih, so imele zelo tanek zgornji sloj stekla, ki je bil verjetno ulit na spodnje steklo z zlepljenim zlatim listom. Tesere so bile narejene v blokih ali "kolačih" in nato narezane na kocke, ki so v primeru zlatega ozadja sorazmerno velike. Zlato ozadje je bilo položeno na zemeljsko rdeče ali rumeno oker ozadje, ki je izboljšalo njihov vizualni učinek. Zdi se, da je večina barv teser narejena lokalno na mozaik, vendar obstaja nekaj razprav o tem ali to velja za zlate tesere. V 11. stoletju se zdi, da je relativno novo krščansko središče v Kijevu uporabljalo zlate tesere izdelane v Konstantinoplu .
Rimska zlata steklena kroglica je bila narejena z uporabo notranje cevi ali palice, na katero je bil zlat zlati list vtavljen. Večja cev je zdrsnila nad to in kroglice so se stisnile. Z lahkoto prepeljane in zelo privlačne rimske zlate steklene kroglice so bile najdene daleč zunaj cesarstva kot v ruševinah Wari-Bateshwar v Bangladešu in krajih na Kitajskem, v Koreji, na Tajskem in v Maleziji.
Zlato pasovno steklo je sorodna helenistična in rimska tehnika, pri kateri se trakovi zlatih listov kot sendvič med brezbarvno steklo uporabijo kot del marmornega učinka v oniksovem steklu. Največ jih najdemo v majhnih stekleničkah za parfume in podobno. 

## Grobne oznake
Najpogostejša oblika posod v pozno rimskih primerih je bila skleda ali čaša za pitje, ki naj bi bila prvotno družinska darila za poroke, obletnice, novo leto, različne verske festivale in podobno, v nekaterih primerih morda predstavljena ob rojstvu ali krstu. Nobena vrsta posode iz zlatega stekla, ki so bile uporabljene kot oznake grobov, ni preživela v celoti, čeprav je znanih približno 500 odrezanih dna [13], ker pa imajo številni napise, ki lastnika spodbujajo k pitju, so običajno navedeni kot "kozarci". Vendar so bile rimske čaše za pitje pogosto zelo široke in plitke, redkeje visoke, ravne ali rahlo razširjene oblike, kot so sodobne čaše tipa tumbler. Mozaik v severnoafriških ruševinah Dougga prikazuje dva zajetna sužnja, ki vlivata vino iz amfor v dve plitki skledi, ki ju držita sužnja in čakata na banket. Obe amfori imata napis "ΠΙΕ" in "ΣΗϹΗϹ" v grškem izvirniku za "pit zeses" ('Pijte, dokler živite'), tako pogoste na rimskih steklih in predlagano je bilo, da mozaik prikazuje obliko popolne čaše. 
Na verjetno veliko kasnejšem datumu, morda po desetletjih uporabe, je bila po smrti lastnika glavna posoda brez okrasa odrezana in okrašena tako, da je ostala samo rondel iz zlatega stekla, ki je bil nato uporabljen v katakombah kot grobna oznaka. V mnogih primerih je bila čaša verjetno že zdrobljena v času uporabe, debelo dno z dekoracijo pa je bilo tako ohranjeno za kasnejšo uporabo. Trupla so bila zakopana v katakombe v majhnih vdolbinah, imenovanih loculi, zložena eno nad drugim, večinoma vzdolž ozkih hodnikov, izkopanih iz mehke kamnine in nedvomno je bilo za obiskovalce nujno, da so našli pravo mesto. Lahko so delovali tudi kot pečat na grobu, ker so bili vtisnjeni v malto ali štukaturo, ki so tvorili končno površino stene lokula; na enak način so bili uporabljeni tudi drugi majhni okrasni predmeti. Mogoče jih je bilo obravnavati tudi kot preprečevalce zlih duhov, zlasti v kasnejšem obdobju, ko so portreti svetnikov postali najpogostejši . S tem lahko pojasnimo zelo neurejeno obrezovanje številnih primerov; primer v Metropolitanskem muzeju umetnosti je še vedno pritrjen na kos malte okrog njegovega roba, kar kaže, da je malta prekrila rob stekla. Grobi robovi naj bi bili večinoma skriti z malto in zagotovili trdnejšo zvezo. 
Mnogi kosi zlatega stekla so imeli portrete posameznikov, večinoma poročenih parov, ki so morda vključevali pokojnika, medtem ko so drugi imeli portrete verskih osebnosti, kot so svetniki ali verski simboli. Temu običaju so sledili krščanski, judovski (13 znanih židovskih primerov) in poganski rimljanski. Različni sklopi posnetkov, razen povečanega števila zasebnih portretov, so značilni za slike, ki jih najdemo tudi v katakombah in drugi zgodnjekrščanski umetnosti ter njenem judovskem ekvivalentu iz tega obdobja. Ker se je krščanska umetnost razvila v poznem 4. in 5. stoletju, se njene spremembe odražajo v subjektih in njihovem obravnavanju v zlatem steklu, preden so se prenehale uporabljati katakombe in konča dobava primerov. 

## Helenistično obdobje
Tehnika je bila uporabljena v helenističnem obdobju, helenistični primeri pa so po navadi bolj tehnično ambiciozni kot rimski, s širokimi skodelicami ali kozarci za pitje, okrašeni z obokanimi stranicami v zlatem steklu in izvedeni bolj umetniško. Britanski muzej ima skoraj popolno skledo (zlomljeno, vendar popravljeno) 19,3 cm široko in 11,4 cm visoko, eno od dveh iz grobnice v Canosi v Apuliji, ki sega okoli 270-160 pr. n. št. Večina notranjosti je zelo fino okrašena z lotosovimi in akantovimi motivi, ki so v tem obdobju bolj značilni za zlato steklo kot za modeli s človeškimi liki. Obstaja nekaj drugih skoraj popolnih primerov in precej več fragmentov. Ti deli so običajno dodeljeni Aleksandriji v Egiptu, ki se pogosto obravnava kot izvorno središče luksuznega helenističnega stekla in se omenja kot vir preoblikovanega stekla iz 1. stoletja satirika Marcijala in drugih virov; zdi se, da kaže nilsko pokrajino, čeprav je bila to priljubljena tema tudi drugje. Vendar pa so bili pri iskanju proizvodnje stekla na Rodosu najdeni fragmenti. V opisu, ki izhaja iz 270. pr. n. št. (ki je ohranjen v delih poznejšega pisatelja Ateneja), so omenjena dve posodi, ki sta diachysa (z zlatom v njih) in zelo verjetno izdelana s to tehniko. 

## Rimsko obdobje
Zlate steklene mozaične tesere se začenjajo uporabljati v domačih mozaikih v 1. stoletju našega štetja, Rim pa je očitno prva lokacija. Še naprej so se uporabljale v antiki in srednjeveških obdobjih vse do danes. Okoli leta 400  se je zlato začelo uporabljati kot barva ozadja za krščanske verske mozaike, kot je bilo v času bizantinskega obdobja.
Za okrašena pozno rimska dela se običajno predpostavlja, da so bila izdelana v Rimu in okoli njega, zlasti v primeru portretov tamkajšnjih prebivalcev, pa tudi v Porenju okoli Kölna in Augusta Treverorum, sodobnem Trierju, ki je bil center za druge luksuzne steklene izdelke, kot so diatretne čaše. Aleksandrija se še vedno štela za glavno središče in iz jezikovne analize napisov je bilo predlagano, da je tehnika in morda dejanski umetniki in obrtniki, od tam dosegla Rim in Nemčijo. Poleg najdb iz Porenja, je bilo v severni Italiji in današnji Madžarski in na Hrvaškem najdenih manjše število odrezanih baz posod.
Medaljon Gennadios v New Yorku je lep primer aleksandrijskega portreta na modrem steklu, ki uporablja precej bolj zapleteno tehniko in naturalistični slog kot večina rimskih primerov, vključno s slikanjem na zlato za ustvarjanje senčenja in z grškim napisom prikazuje lokalne značilnosti narečja. Mogoče je bil dan ali naročen za praznovanje zmage na glasbenem tekmovanju . Eden od najbolj znanih aleksandrijskih portretnih medaljonov, z napisom v egipčanski grščini, je bil pozneje nameščen v zgodnjesrednjeveški crux gemmati v Brescii, v zmotnem prepričanju, da je prikazal pobožno cesarico in gotsko kraljico Gallo Placido (umrla leta 450) in njene otroke , v bistvu vozel v obleki osrednje figure lahko označuje boginjo Izido . Portret v medaljonu iz Brescie deli tudi jasne slogovne značilnosti s Fayumskimi portreti iz rimskega Egipta, poleg grškega napisa v aleksandrijskem narečju. Gre za skupino 14 kosov iz 3. stoletja našega štetja, ki so bili individualizirani posvetni portreti visoke kakovosti. Vendar Jás Elsner (2007) trdi, da ima medaljon iz Brescie, ki verjetno prikazuje družino iz Aleksandrije, ker je napis v grškem aleksandrijskem narečju, razpon možnih datumov, ki segajo od začetka 3. do sredine 5. stoletja, pred njim našel pot v Italijo, kjer je krasil krščanski križ iz 7. stoletja. 
Menijo, da so drobne podrobnosti kosov, kot so te, mogoče doseči le z lečami. Kjer rafinirani "aleksandrijski" medaljoni, kjerkoli so bili dejansko proizvedeni, večinoma imajo preprosto tanko zlato linijo, ki oblikuje predmet, rimski primeri vsebujejo več težjih okvirjev, ki pogosto uporabljajo dve okrogli meji, slog katerega je del prizadevanj da jih organizirajo po delavnici. Raven portretiranja je osnovna, z značilnostmi, frizurami in oblačili, ki sledijo stereotipnim slogom.
"Alexandrova plošča z lovskim prizorom" v Clevelandskem muzeju umetnosti je, če je resnična, [34] zelo redek primer popolne posode, okrašene z zlatim steklom, ki prihaja iz zgornje elite rimske družbe. To je plitka skleda premera 25,7 cm in visoka 4,5 cm. Okrašen ploski rondel v sredini obsega približno dve tretjini celotnega premera. Prikazuje lovca s kopljem, ki zasleduje dva losa, pod konjem pa lovec peš s psom na vrvici lovi divjega prašiča. Latinski napis ALEXANDER HOMO FELIX PIE ZESES CUM TUIS pomeni 'Alexander srečen človek, pijte, lahko živite skupaj z vašimi'. O identiteti Aleksandra se je razpravljalo, vendar je v celoti gledano neznan aristokrat in ne Aleksander Veliki ali cesar Aleksander Sever (vladal 232-235). Posoda je morda nekoliko poznejša od njegove vladavine in vsaj v času njegove vladavine nikoli ne bi bil obravnavan kot zgolj "človek". Grška pivska zdravica ZHCAIC je v latinici napisal ZESES, kar pomeni 'živeti!' ali 'lahko živiš', je zelo pogost del napisov na zlatem steklu in včasih edini napis.  To je pogostejše od latinskega ekvivalenta VIVAS, verjetno zato, ker je veljal za bolj prefinjeno, podobno kot moderna bon appétit.
Takšni sekularni »blagoslovi« značilni na rondelih, izdelanih iz čaš, pogosto pozivajo lastnika, da pije tudi takrat, ko je ikonografija pobožna. Eden od judovskih primerov ima običajno množico simbolov in napis »Pij, [tako] lahko živiš, Elares«. Poroka v Kani je priljubljena krščanska tema, z enim samim primerom z napisom »Zaslužiti prijatelje, živeti v miru Boga, piti«. Druga priljubljena fraza je DIGNITAS AMICORUM ali »[vi ste] čast vaših prijateljev«. Večina napisov je sestavljena iz imen ali konvencionalnih izrazov ali obeh skupaj. Primer z napisom DIGNITAS AMICORVM PIE ZESES VIVAS opisuje težnjo, da se stavki kopičijo skupaj. Družabna posvetila, ki jih najdemo na tako številnih primerih, so vzporedna z več razkošnimi čašami v okovju ali diatretami.
Eno okroglo dno iz večje posode, najdeno v katakombah, je 10,8 cm premera, zdaj v  Ashmolovem muzeju v Oxfordu. Ima pet skrajšanih prizorov iz Stare in Nove zaveze, ki obdaja zakonski par v rondelu, s stopali zunanjih figur v sredino. Velika in kompleksna skleda iz Kölna je bila okrašena s krščanskimi prizori in cesarskimi portreti, verjetno pa zaradi njene velikosti (višina 8,6, premer 11,4 cm) ni bila stopljena nobena druga plast stekla, zato je zlato zdaj izgubljeno, čeprav je mogoče videti primer oblikovanja. Portreti sinov Konstantina I. dopuščajo nenavadno natančno datacijo v leto 326, njegovo vicennalia ali 25. obletnico njegove vladavine. Še en popoln kos je patena iz bazilike sv. Severina v Kölnu, narejena v 4. stoletju. Okrašena je z okroglimi listi, ki vsebujejo prizore Stare zaveze in cvetlične motive. Po mnenju Liber Pontificalis je papež Zefirin, ki je bil v službi od 199–217, odobril uporabo steklenih paten in tiste v drugih tehnikah stekla so ohranjene. Različna tehnika je znana samo iz posod iz Kölna s tako imenovanimi "bočnicami", kjer so majhni zlati medaljoni s slikami zliti v stene posod; eden izmed redkih primerov je bil najden na pokopališču sv. Severina. 

## Ikonografija dna posode
Skoraj vsa dna rimskih posod imajo nekakšne slike, okrog 240 pa tudi čitljive napise. Od tega je približno polovica vseh znanih zlatih stekel, portreti so najpogostejši, vendar obstajajo majhni pripovedni prizori, večinoma krščanski in nekaj poganskih. Portreti krščanskih svetih figur so na polovici celotnega korpusa. Obstaja majhno število upodobitev športa, živali, vencev in podobnega ter en sam primer s centralno podobo rastline. Cesarski portreti niso posneti, niti vojaški prizori; za razliko od toliko rimske javne umetnosti se steklo osredotoča na zasebne interese posameznikov. Razen ene skoraj gole Venere in nekaterih figur erotov, so spolne teme še ena opazna odsotnost v primerjavi z veliko rimsko umetnostjo. Večina stekel ima eno sliko, ki zavzema večino okroglega prostora znotraj meje, nekatera pa imajo številne majhne prizore, običajno razporejene v majhne okrogle okvirje okoli osrednje slike. Večina portretov je doprsna in polovične dolžine. 
Portreti ali napisi, ki poimenujejo posameznike, so zelo pogosti, čeprav drugi primeri nimajo osebnega vidika in so bili morda kupljeni od prodajalcev. Portreti poročenih parov so sprva večinoma običajni, vendar so bili svetniki proti koncu obdobja številnejši; oboje se pogosto kombinira. Ni mogoče vedno razločevati, kljub titulskim napisom in konvenciji uporabe sodobnih oblačil, za lastnike in konvencionalnih zastarelih kostumov za svete figure, celo moške, kot je papež Damaz I. (366–384). Damaz, izjema za sodobnega duhovnika, se pojavi na vsaj štirih steklih ali pa vsaj mislijo, da se  "DAMAS" nanaša nanj.
Svetnika Peter in Pavel sta zelo pogosta, po navadi sta drug proti drugemu v profilu, včasih pa z drugimi liki. Oba sta bila mučena v Rimu in tam še posebej priljubljena, več krajevnih mučenikov, kot je sveta Neža, je večkrat prikazanih in po Lucy Grig »rimskost svetnikov, prikazanih na rimskih steklih, je osupljiva«;  verjetno je upodobljenih tudi pet papežev iz 3. in 4. stoletja. Kristus je prikazan v številnih primerih, po navadi kot čisto obrit in mladosten, kakor tudi figure, kot je Dobri pastir, ki ga lahko simbolizira ali v nekaterih primerih Orfej ali splošna bukolična podoba. Majhen Kristus lahko stoji med glavami zakonskega para in ju blagoslavlja. Molivci, ki morda predstavljajo dušo lastnika, ko niso označeni za svetnika in kot v katakombah, ki so vedno prikazani kot ženske, se pojavljajo večkrat, ženske svetnice in Devica pa so vedno prikazane v pozi molivca. 
Pripovedni prizori iz Stare zaveze so pogostejši od Kristusovih čudežev, kot v katakomskih slikah in nekateri prizori odrešitev: zgodba o Joni, Daniel v levji jami, trije mladi v Ognjena peči. Najpogostejši prizori v kasnejši krščanski umetnosti, osredotočeni na liturgični koledar, so zelo redki. V resnici obstajata samo dve nekrščanski pripovedni sceni: eno delo Herkula (dve sta prikazani v "bočnicah") in en Ahil, vendar se številne portretne figure, kot pri krščanskih svetih figurah, pogosto združujejo z lastniki.
Obstaja majhno število športnih prizorov z rokoborci, boksarji, enim gladiatorjem in več ekipami dirkalnih voz. Nekateri od njih, kot se zdi, predstavljajo zmago v glasbenem ali dramatičnem kontekstu, vsebujejo palme in krone in so bili morda predstavljeni, da bi na teh področjih slavili zmago v nekem amaterskem ali profesionalnem okolju, kot je na primer Aleksandrijski Gennadios. Dve enaki stekli, v katerih sta dva boksarja s trenerjem nakazujeta, da so stekla včasih naročali v kompletih; lahko se špekulira, da je to morda bilo običajno. En primer kaže Ateno kako predseduje ladjedelcem, par personifikacij Rima in Konstantinopla ter ženske figure, ki predstavljajo monetae ali kovnice, ki so pogosto prikazane na kovancih. Nekateri imajo živali, ki imajo lahko simbolični pomen ali predmete, kot so zvitki ali venci.

## Judovsko steklo
Samo 13 od več kot 500 znanih poznorimskih dna posod je prepoznavno judovsko, vendar je bilo še vedno rečeno, da predstavljajo »najbolj privlačno skupino judovskih realij, ki so prišle iz antike« . Za vse se domneva, da so v rimskih katakombah uporabljali kot grobne oznake, čeprav kot pri primerih, ki jih je mogoče identificirati z drugimi religijami, je natančna najdba in kontekst velike večine nezapisana. Precej presenetljivo je, da sta bila samo dva od trinajstih s popolno zgodovino najdena v krščanskih katakombah, medtem ko edini ostanki zlatega stekla, najdeni v judovskih katakombah, nimajo nobene judovske ikonografije in kažejo, da »nekateri Judje niso občutili škode pri uporabi zlatih stekel s poganskimi ikonografskimi motivi«. 
Jasno je, da judovski rondeli nimajo portretov, vendar z eno izjemo imajo dokaj standardno vrsto verskih simbolov. Najpogostejša ureditev je na dveh ravneh, z dvema Judovskima levoma, ki ležita zgoraj nad Torino skrinjo in pod dvema menorama, šofarjem (ovnovim rogom), etrogom, lulavom in morda drugimi štirimi premeti, svitki in vazami. Ni mogoče identificirati vseh majhnih simbolov. Druga možnost je, da so vsi predmeti na vrhu, nad prizorom banketa. Edina izjema pri takšnih kompozicijah je tisto, kar naj bi predstavljalo Jeruzalemski tempelj, ki morda predstavlja praznik Purim. 
Večina učenjakov je prepričanih, da so judovske stranke uporabljale iste delavnice kot tiste iz drugih religij, ki so verjetno ohranile vzorce za modele za vse religije ali pa so dobile skice. Nekateri poskusi združevanja stekel z delavnico pripisujejo judovskim steklom in tistim iz drugih religij isto delavnico. Razen uporabe simbolov namesto človeških figur se zdi, da so judovska stekla uporabljena zelo podobno kot tista iz drugih verskih skupin, kar je značilno tudi za druge razrede judovskih artefaktov iz Rima, kjer je Judovska skupnost je sprejela številne vidike splošnega rimskega načina življenja. Od 13 znanih, ima pet napisov, vključno z besedno zvezo pit zeses in dvema anima dulcis (dobesedno 'sladka duša', ki je enakovredna 'ljubici'). Redkejši izraz vivas cum ... ('živi z ...') najdemo tudi na judovskih in nejudovskih steklih. Zdi se, da so bili dani kot darila ob enaki priložnosti in da obstajajo dokazi, da so rimski Judje delili splošni rimski običaj novoletnih daril. 

## Pozna uporaba in zbirke
Tehnika se je še naprej uporabljala za mozaične tesere, včasih pa tudi za koščke, ki so ostali razmeroma veliki, na primer v majhni ploščici v New Yorku z vzorcem, ki predstavlja križ, morda iz sirijske cerkve iz 9. do 12. stoletja . Majhna skupina islamskih posod je okrašena z večinoma poenostavljenimi rastlinskimi motivi in verjetno iz 10. stoletja iz Sirije; najbolj popolni so okrašeni na velikem ukrivljenem področju in morajo biti izdelani z metodo "dvojne posode". V obeh pogledih so to bližje helenističnim posodam kot večina rimskih posod. 
Od vsaj 17. stoletja so rimska stekla privabljala zanimanje starinarjev in so se začela odstranjevati iz katakomb, v pretežno neorganiziranem in nezapletenem načinu; zdaj le "peščica" ostaja v prvotnem položaju v stenah katakomb. Prva pomembna publikacija o tem je Filippa Buonarrotija leta 1716, Osservazioni sopra alcuni frammenti di vasi antichi di vetro ornate di figura trovati nei cimiteri di Roma ('Opažanja na nekaterih delih starih steklenih vaz, okrašenih s figurami, najdenih na pokopališčih v Rimu'), v kateri je naredil izredno, skoraj protoromantično trditev, da je estetska grobost zgodnje krščanske umetnosti, ki jo pogosto opažajo poznavalci rimske umetnosti, pospešila pobožnost častilca, zgodnji izraz občutka za primitivno umetnost . Po drugih študijah je italijanski jezuit Raffaele Garrucci objavil prvo ilustrirano raziskavo leta 1858, z razširjeno drugo izdajo leta 1864. V 19. stoletju so podjetja, kot je Salviati, izdelala številne imitacije, kopije in odkrite ponaredke rimskih kosov, večinoma v Muranu pri Benetkah.  Zdi se, da je bila prva večja javna razstava teh del na razstavi Universelle 1878 v Parizu, ki so jo izvedla italijanska podjetja.
Številni muzeji po svetu imajo primere steklenih rimskih posod. Največja zbirka je v Vatikanskih muzejih, pri čemer je 60 kosov poznoantičnega stekla v Britanskem muzeju druga največja zbirka. Raziskovalni projekt o njihovem zbiranju naj bi se končal leta 2010. Zbirka Wilshere v Ashmoleanu je tretja največja z okoli 34 kosi. Muzej Corning ima 18 primerov, Metropolitan Museum v New Yorku prav toliko. Najnovejši od številnih katalogov od 18. stoletja so C. R. Morey leta 1959, s 460 rimskimi bazami posod, proti 426 v S. Smithovi tezi iz leta 2000. Korpus se še naprej širi z občasnimi novimi najdbami.